# Herner Sparkasse
Die Herner Sparkasse ist eine Sparkasse in Nordrhein-Westfalen mit Sitz in Herne. Sie ist eine Anstalt des öffentlichen Rechts.

## Geschäftsgebiet und Träger
Das Geschäftsgebiet der Herner Sparkasse umfasst die kreisfreie Stadt Herne, welche auch Trägerin der Sparkasse ist.

## Geschäftszahlen
Die Herner Sparkasse wies im Geschäftsjahr 2023 eine Bilanzsumme von 2,039 Mrd. Euro aus und verfügte über Kundeneinlagen von 1,602 Mrd. Euro. Gemäß der Sparkassenrangliste 2023 liegt sie nach Bilanzsumme auf Rang 235. Sie unterhält 12 Filialen/Selbstbedienungsstandorte und beschäftigt 316 Mitarbeiter.

## Sparkassen-Finanzgruppe
Die Herner Sparkasse ist Teil der Sparkassen-Finanzgruppe und gehört damit auch ihrem Haftungsverbund an. Er sichert den Bestand der Institute und sorgt dafür, dass sie auch im Fall der Insolvenz einzelner Sparkassen alle Verbindlichkeiten erfüllen können. Die Sparkasse vermittelt Bausparverträge der regionalen Landesbausparkasse, offene Investmentfonds der Deka und Versicherungen der Provinzial NordWest. Im Bereich des Leasing arbeitet die Herner Sparkasse mit der  Deutschen Leasing zusammen. Die Funktion der Sparkassenzentralbank nimmt die Landesbank Hessen-Thüringen wahr.